# Ballyvoy
Ballyvoy (en irlandés: Baile Bhóidh/Baile Bhuí) es un pueblo del distrito de Causeway Coast and Glens del condado de Antrim de Irlanda del Norte.

## Geografía
Ballyvoy se encuentra 5 km al este de Ballycastle y 17 km al noroeste de Cushendall. El pueblo está situado entre una colina alta al norte y el valle del río Carey al sur con sus distintivas terrazas y orillas boscosas, dentro del área de excepcional belleza natural de la costa de Antrim y Glens. Cerca está el acantilado de Fair Head.

## Demografía
La evolución demográfica de Ballyvoy entre 2001 y 2021 fue la siguiente:
| 72                                     | 167 |
| (Fuente: Census carried out by NISRA ) |     |

## Infraestructura

### Trasnporte
Ballyvoy está en la carretera costera principal A2.